# 罗懋康
罗懋康（1956年2月—），男，汉族，重庆人，中国拓扑学家，四川大学数学研究所副所长，教授，曾任中国数学会副理事长。